# Ingadam

Kaart met de locatie van Inga 1,2 en 3 en Grand Inga

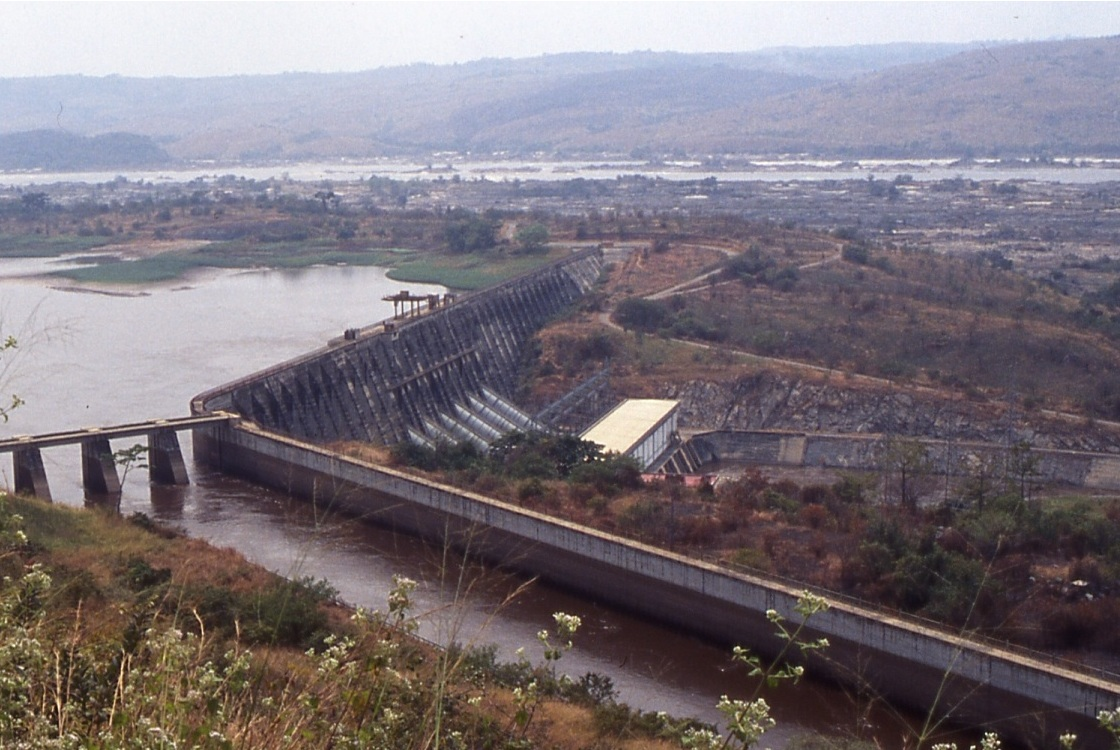
Inga 1 in 2006, met op de voorgrond het kanaal voor de wateraanvoer naar Inga 2

De Ingadam is een dam op de watervallen van Inga in de Democratische Republiek Congo (DRC) waar de Kongo honderd meter naar beneden valt. De dam ligt tussen de stroom en de plaats Inga.

## Geschiedenis
Het Belgische koloniale bestuur nam in de jaren vijftig het besluit twee dammen in de rivier aan te leggen. Op ongeveer 150 kilometer ten zuidwesten van de hoofdstad Kinshasa werden twee waterkrachtcentrales aangelegd. De Inga 1, met een opgesteld vermogen van 351 megawatt (MW) kwam in 1972 gereed. Tien jaar later volgde Inga 2 met een totaal vermogen van 1424 MW. Inga 1 telt zes turbines van 58,5 MW en Inga 2 heeft er acht van elk 178 MW. Door een gebrek aan onderhoud, mede door corruptie, zijn Inga 1 en Inga 2 grotendeels buiten werking: in Inga 1 werken nog twee turbines en in Inga 2 nog twee à drie. De bestaande dammen worden doorgaans beschouwd als witte olifanten van voormalig president Mobutu Sese Seko.
Het land beschikt over een enorm potentieel vermogen voor de opwekking van elektriciteit via waterkrachtcentrales. Het totaal wordt geraamd op 100 GW, waarmee het land wereldwijd na de Volksrepubliek China en Rusland op de derde plaats komt te staan. Op de Inga-locatie is het geraamd potentieel 40GW waarvan slechts een fractie wordt benut.
Aangezien zowat de volledige elektriciteitsproductie van de DRC afhankelijk is van Inga, overweegt de Wereldbank te investeren in de rehabilitatie. 
In 2016 waren er plannen voor Inga 3 (circa 4800 MW) en voor Grand Inga, een gigantische hydro-elektrische centrale met een vermogen van 39.000 MW. De geplande locatie voor de Inga 3 was dicht bij de bestaande twee waardoor de investeringen relatief beperkt zijn. Zuid-Afrika heeft toegezegd elektriciteit af te nemen van 2500 MW aan capaciteit, de rest werd min of meer gelijk verdeeld of het belangrijke mijnbouwgebied Katanga in het uiterste zuidoosten van het land. De rest was voor de nationale elektriciteitsdistributeur Société nationale d'électricité (SNEL). Voor de bouw moesten zo’n 35.000 mensen verhuizen. Er bestonden grote twijfels of bij de bouw voldoende rekening werd gehouden met de belangen van deze mensen en het milieu. IDA, een onderdeel van de Wereldbank, trok daarom de financiële steun aan het project in. In oktober 2017 werd de bouw van Inga 3 uitgesteld. De verwachte opleverdatum verschoof van 2020-2021 naar 2024-2025. Een reden hiervoor werd niet gegeven, maar de financiering van het project verliep moeizaam.